# Омитська сільська рада
О́митська сільська́ ра́да — колишній орган місцевого самоврядування в Зарічненському районі Рівненської області. Адміністративний центр — село Омит.

## Загальні відомості
- Омитська сільська рада утворена в 1945 році.
- Територія ради: 39,007 км²
- Населення ради: 290 осіб (станом на 2001 рік)
- Водоймища на території, підпорядкованій даній раді: річка Стохід, озеро Омитське, озеро Ніговищанське.

## Населені пункти
Сільській раді підпорядковані населені пункти:
- с. Омит
- с. Гориничі
- с. Ниговищі

## Склад ради
Рада складається з 12 депутатів та голови.
- Голова ради: Жушма Сергій Миколайович
- Секретар ради:

### Керівний склад попередніх скликань
| Прізвище, ім'я, по батькові | Основні відомості                                                               | Дата обрання | Дата звільнення |
| --------------------------- | ------------------------------------------------------------------------------- | ------------ | --------------- |
| Богданович Любов Леонівна   | Сільський голова, 1951 року народження, Всеукраїнське об'єднання «Батьківщина»  | 26.03.2006   | 31.10.2010      |
| Жушма Сергій Миколайович    | Сільський голова, 1986 року народження, освіта середня спеціальна, безпартійний | 31.10.2010   |                 |

Примітка: таблиця складена за даними сайту Верховної Ради України